# Salient Nunatak
Salient Nunatak är en nunatak i Antarktis. Den ligger i Västantarktis. Inget land gör anspråk på området. Toppen på Salient Nunatak är 1 988 meter över havet.
Terrängen runt Salient Nunatak är kuperad åt sydväst, men åt nordost är den platt. Terrängen runt Salient Nunatak sluttar norrut. Trakten är obefolkad. Det finns inga samhällen i närheten.